# Карл Август Юліус Мільде
Карл Август Юліус Мільде (нім. Karl August Julius Milde, лат. Carolus Augustus Julius Milde, 2 листопада 1824 — 3 липня 1871) — німецький ботанік та міколог.

## Біографія
Карл Август Юліус Мільде народився у Бреслау 2 листопада 1824 року.
Закінчив Гімназію Марії Магдалини, у 1846 році вступив для вивчення природничих наук до університету Бреслау. Був студентом Йоганна Гепперта. 6 листопада 1850 року Мільде на підставі його дисертації De sporarum Equisetorum germinatione здобув ступінь доктора філософії. У 1850 році ця дисертація мала настільки важливе значення, що Німецька академія натуралістів «Леопольдина» зробила молодого вченого своїм членом. З 1853 року викладав у Бреслау в гімназії. Помер під час короткочасної поїздки у Мерано 3 липня 1871 року.

## Наукова діяльність
Карл Август Юліус Мільде спеціалізувався на папоротеподібних, мохоподібних, насіннєвих рослинах та на мікології.

## Наукові праці
- Die Verbreitung der schlesischen Laubmoose nach den Höhen und ihre Bedeutung für die Beurtheilung der schlesischen Flora, Jena 1861.
- Die höheren Sporenpflanzen Deutschland’s und der Schweiz, Leipzig 1865.
- Bryologia silesiaca, Leipzig 1869.

## Вшанування
Рід рослин Mildella Trevis. був названий на його честь.